# فرانز كونراد فون هوتزيندروف
فرانز كونراد فون هوتزيندروف (بالألمانية: Franz Xaver Josef Graf Conrad von Hötzendorf)‏ كان ضابطًا نمساويًّا ورئيسًا لهيئة الأركان للجيش النمساوي المجري والبحرية النمساوية المجرية خلال أزمة يوليوخ عام 1914 التي قادت إلى الحرب العالمية الأولى.

## روابط خارجية
- فرانز كونراد فون هوتزيندروف على موقع الموسوعة البريطانية (الإنجليزية)